# Трельково
Трельково (пол. Trelkowo, нім. Gross Schöndamerau) — село в Польщі, у гміні Щитно Щиценського повіту Вармінсько-Мазурського воєводства.
Населення — 411 осіб (2011).

## Демографія
Демографічна структура станом на 31 березня 2011 року:
|          | Загалом | Допрацездатний вік | Працездатний вік | Постпрацездатний вік |
| -------- | ------- | ------------------ | ---------------- | -------------------- |
| Чоловіки | 202     | 43                 | 150              | 9                    |
| Жінки    | 209     | 45                 | 132              | 32                   |
| Разом    | 411     | 88                 | 282              | 41                   |